# Magoo (rappeur)
Pour les articles homonymes, voir Magoo.
Magoo, nom de scène de Melvin Barcliff, né le 12 juillet 1973 à Norfolk en Virginie et mort le 13 août 2023, est un rappeur américain. 
Magoo est mieux connu aux côtés de Timbaland, avec qui il forme le duo Timbaland and Magoo. Les deux compères se rencontrent à l'adolescence, s'établissent en 1989, et se popularisent ensemble avec leur premier album Welcome to Our World en 1997, qui est très bien accueilli par la presse spécialisée, et certifié disque de platine. 
Pour AllMusic, Magoo « relève toujours les défis, délivrant un freestyle fluide et occasionnellement cliché. »

## Biographie
Magoo lance sa carrière musicale dans le collectif du producteur DeVante Swing, Swing Mob, où il côtoie Timbaland, Missy Elliott, Tweet, Ginuwine, le groupe Playa, Darryl Pearson puis Aaliyah et Nicole Wray,. Il quitte ce collectif en 1995 et signe, avec Timbaland, au label Blackground Records, où est déjà signée Aaliyah. Dès lors, il collabore à de nombreuses reprises avec Timbaland.
Timbaland et Magoo se connaissent depuis l'adolescence, et travaillent ensemble depuis 1989, mais ils mettront plusieurs années avant d'être reconnus dans la scène hip-hop. Le 28 octobre 1997, Magoo et Timbaland publient leur premier album studio Welcome to Our World. Il est très bien accueilli par la presse spécialisée, et est certifié disque de platine la même année. Il s'agira du seul album du duo à être certifié. Classé 32e du Billboard 200, l'album contient trois singles à succès : Up Jump da Boogie, classé 12e du Billboard Hot 100 et premier des Billboard Hot Rap Singles ; Clock Strikes en featuring avec Madd Skillz ; et Luv 2 Luv Ya. Grâce à cet album, le duo obtient l'occasion de jouer dans des campus universitaires et événements notables dans le sud-est des États-Unis.
En 2001, Magoo et Timbaland collaborent à nouveau et publient le premier single issu de leur futur troisième album, All Y'all en featuring avec Tweet, qui se classe 55e des Billboard Hot R&B/Hip-Hop Singles and Tracks. Indecent Proposal, leur troisième album est ensuite publié le 20 novembre 2001,. En 2003, le duo annonce sa séparation officielle après la publication de l'album Under Construction, Part II
En 2012, Magoo participe au Z104 Shaggfest aux côtés de Timbaland et Missy Elliott. En juillet 2015, une image de Timbaland, Magoo et Missy Elliott en studio d'enregistrement filtre sur Internet laissant penser au retour du duo.
Le 13 août 2023, Magoo meurt à l'âge de 50 ans.

## Discographie

### Albums collaboratifs
- 1997 : Welcome to Our World (avec Timbaland)
- 2001 : Indecent Proposal (avec Timbaland)
- 2003 : Under Construction, Part II (avec Timbaland)
- 2004 : The Best of (avec Timbaland)
- 2005 : Timbaland & Magoo Present : Greatest Hits (avec Timbaland)